# فلزات مایع
فلز مایع، فلز یا آلیاژ فلز است که در دمای اتاق یا نزدیک آن مایع باشد. تنها فلز بنیادی مایع پایدار در دمای اتاق جیوه (Hg) است که در بالای − ۳۸٫۸ درجه سانتیگراد (234.3 K، −۳۷٫۹ درجه فارنهایت) ذوب می‌شود. سه فلز بنیادی پایدارتر دقیقاً بالاتر از دمای اتاق ذوب می‌شوند: سزیم (Cs)، که دارای نقطه ذوب ۲۸٫۵ درجه سانتیگراد است. گالیم (Ga) (30 درجه سانتیگراد)؛ و روبیدیوم (Rb) (39 درجه سانتیگراد [۱۰۲ درجه فارنهایت]). فلز رادیواکتیو فرانسیوم (Fr) احتمالاً نزدیک به دمای اتاق نیز مایع است. محاسبات پیش‌بینی می‌کند که فلزات رادیواکتیو کوپرنیسیم (Cn) و فلروویوم (Fl) نیز باید در دمای اتاق مایع باشند.
آلیاژها در صورت تشکیل یوتکتیک می‌توانند مایع باشند، به این معنی که نقطه ذوب آلیاژ از هر فلز سازنده آلیاژ کمتر است. فلز استاندارد برای ایجاد آلیاژهای مایع قبلاً جیوه بود، اما آلیاژهای پایه گالیم، که هم از نظر فشار بخار در دمای اتاق و هم از نظر سمیت پایین‌تر هستند، به عنوان جایگزینی در کاربردهای مختلف استفاده می‌شوند.

## هدایت حرارتی و الکتریکی
سیستم‌های آلیاژی که در دمای اتاق مایع هستند، (هدایت حرارتی آنها بسیار بالاتر از مایعات غیر فلزی معمولی است)، این امکان را به فلز مایع می‌دهد تا انرژی را از منبع گرما به مایع منتقل کند. همچنین رسانایی الکتریکی بالاتری دارند که اجازه می‌دهد مایع توسط پمپ‌های الکترومغناطیسی کارآمدتر پمپ شود. این منجر به استفاده از این مواد برای کاربردهای خاص هدایت گرما یا اتلاف می‌شود. یکی دیگر از مزایای سیستم‌های آلیاژ مایع، چگالی بالای ذاتی آنهاست.

## ویسکوزیته (گرانروی)
ویسکوزیته فلزات مایع بسته به ترکیب اتمی مایع، به ویژه در مورد آلیاژها، می‌تواند بسیار متفاوت باشد. به‌طور خاص، وابستگی ویسکوزیته به درجه حرارت فلزات مایع ممکن است از وابستگی به قانون استاندارد آرنیوس، تا وابستگی بسیار تندتر (غیر آرنیوس) مانند آنچه به صورت تجربی توسط معادله وگل-فولچر-تامان داده شده‌است، متغیر باشد. یک مدل فیزیکی برای ویسکوزیته فلزات مایع، که این تنوع بزرگ را از نظر فعل و انفعالات اساسی بین اتمی را ضبط می‌کند، نیز توسعه داده شده‌است.
مقاومت الکتریکی یک فلز مایع را می‌توان با استفاده از فرمول Ziman تخمین زد، که این مقاومت را برحسب «فاکتور ساختار استاتیک مایع» نتیجه می‌دهد که می‌تواند توسط اندازه‌گیری‌های پراکندگی نوترون یا اشعه X تعیین شود.

## خیس کردن سطوح فلزی و غیرفلزی
پس از حذف اکسیدها از سطح بستر، بیشتر فلزات مایع بیشتر سطوح فلزی را خیس می‌کنند. در دمای اتاق، فلزات مایع اغلب واکنش پذیر و محلول در برابر سطوح فلزی هستند، هرچند برخی از فلزات جامد در برابر حمله فلزات مایع معمولی مقاوم هستند. [۷] به عنوان مثال گالیوم برای تمام فلزات به جز تنگستن و تانتالوم که دارای مقاومت بالایی در برابر خوردگی هستند، خورنده است، مقاومت در برابر خوردگی تنگستن و تانتالوم بیشتر از نیوبیم، تیتانیوم و مولیبدن و … است.
مشابه آلیاژهای ایندیوم، گالیوم و آلیاژهای حاوی گالیوم توانایی خیس شدن در بسیاری از سطوح غیر فلزی مانند شیشه و کوارتز را دارند. مالش آرام آلیاژ به سطح ممکن است به خیس شدن کمک کند. با این حال، این مشاهده «خیس شدن با مالیدن به سطح شیشه» این تصور غلط را ایجاد کرده‌است که فلزات مایع مبتنی بر گالیوم سطوح شیشه ای را مرطوب می‌کنند، گویی که مایع از پوست اکسید جدا شده و سطح را مرطوب می‌کند.
واقعیت عکس این است: اکسید باعث می‌شود مایع لیوان را خیس کند. در جزئیات بیشتر: همان‌طور که مایع به سطح شیشه مالیده می‌شود و پخش می‌شود، مایعات اکسید شده و شیشه را با یک لایه نازک باقیمانده اکسید (جامد)، که روی آن فلز مایع خیس می‌شود، می‌پوشاند. به عبارت دیگر، آنچه مشاهده می‌شود فلز مایع پایه گالیم است که اکسید جامد خود را خیس می‌کند، نه شیشه! ظاهراً تصور غلط فوق ناشی از اکسیداسیون فوق‌العاده سریع مایع گالیوم حتی در مقدار کمی اکسیژن بوده‌است، به عنوان مثال، هیچ‌کس رفتار واقعی یک گالیوم مایع را روی شیشه مشاهده نکرده‌است، تا اینکه تحقیقات در UCLA، تصور فوق را از بین برد. (با آزمایش گالینستان، آلیاژ مبتنی بر گالیم که در دمای اتاق و در یک محیط عاری از اکسیژن مایع است) توجه: این آلیاژها پوستی نازک و اکسید دار ایجاد می‌کنند که با تحریک ملایم به راحتی پراکنده می‌شوند. سطوح فاقد اکسید درخشان و براق هستند.

## کاربردها
به دلیل خصوصیات عالی و روشهای ساخت، فلزات مایع اغلب در دستگاه‌های پوشیدنی (مثل ساعت مچی)، تجهیزات پزشکی، دستگاه‌های بهم پیوسته و غیره استفاده می‌شوند. مصارف معمول فلزات مایع شامل ترموستات، سوئیچ، فشارسنج، سیستم‌های انتقال حرارت و طرح‌های گرمایش و خنک سازی حرارتی است. به‌طور منحصر به فرد، می‌توان آنها را برای انتقال گرما یا برق بین سطوح غیر فلزی و فلزی استفاده کرد.

### رابط‌های حرارتی
فلز مایع به دلیل هدایت حرارتی بالا، بعضاً به عنوان ماده رابط حرارتی بین کولرها و پردازنده‌ها مورد استفاده قرار می‌گیرد. کنسول بازی ویدئویی پلی استیشن ۵ از فلز مایع برای کمک به خنک سازی دمای بالا در داخل کنسول استفاده می‌کند.

### دستگاه‌های پرینت سه بعدی
از فلز مایع می‌توان برای دستگاه‌های پوشیدنی استفاده کرد. بسیاری از کاربردهای نوظهور به اتصال بی‌سیم قابل اعتماد و مؤثر نیاز دارند؛ بنابراین، لازم است یک آنتن کوچک قابل انعطاف ایجاد کنید.